# Usadel (Blumenholz)
Usadel ist eine Siedlung der Gemeinde Blumenholz im Landkreis Mecklenburgische Seenplatte in Mecklenburg-Vorpommern.

## Geographie
Der Ort liegt fünf Kilometer nordöstlich von Blumenholz. Zur Gemarkung Usadel zählt eine Fläche von 1259 Hektar. Die Nachbarorte sind Nonnenmühle und Krickow im Nordosten, Zachow im Osten, Försterei Zachow im Südosten, Wanzka Mühle im Süden, Rodenskrug und Ehrenhof im Südwesten sowie Prillwitz im Nordwesten.

## Geschichte
In der DDR war Usadel vor allem durch das 1971 eröffnete Motel an der F 96 (B 96) bekannt, das erste, das die Mitropa eröffnete.